# Equus hemionus khur
El asno salvaje indio o khur (Equus hemionus khur) es una subespecie de asno salvaje asiático nativa del Sur de Asia.

## Descripción
El asno salvaje indio, como la mayoría de las otras subespecies asiáticas, es bastante diferente de las especies africanas de asno salvaje. El pelaje suele ser de color arenoso, pero varía de gris rojizo, leonado a castaño pálido. El animal posee una crin erecta oscura que se extiende desde la parte posterior de la cabeza y a lo largo del cuello. Luego la melena es seguida por una franja marrón oscuro que corre a lo largo de la espalda, hasta la raíz de la cola.

## Distribución y hábitat
En el pasado se extendía desde el oeste de la India, el sur de Pakistán (las provincias de Sind y Baluchistán), Afganistán y el sureste de Irán. Hoy en día, su último refugio se encuentra en el santuario de asnos salvajes indios, el pequeño Rann de Kutch y los alrededores del gran Rann de Kutch en la provincia de Gujarat, India. Sin embargo, el animal también es visto en los distritos de Surendranagar, Banaskantha, Mehsana y otros distritos de Kutch. Los desiertos salinos (rann) y los pastizales y arbustos áridos son sus hábitats preferidos.

## Amenazas
Se desconoce cómo desapareció de su antigua área de distribución en las partes del oeste de la India y Pakistán, ya que el animal nunca fue objetivo de caza de los maharajás indios y los funcionarios coloniales británicos del Raj británico. Sin embargo, los emperadores y nobles mogoles de la época disfrutaron cazando con el emperador Jahangir, según su libro Tuzk-e-Jahangiri. En una copia ilustrada que ha sobrevivido del Akbarnama, libro del emperador mogol Akbar el Grande, hay una ilustración de Akbar cazando asnos salvajes indios, con varios de ellos tiroteados por él.
De 1958 a 1960, el asno salvaje se convirtió en víctima de una enfermedad conocida como surra, causada por el protozoo Trypanosoma evansi y transmitida por moscas, que causó una disminución dramática de su población en la India. En noviembre y diciembre de 1961, la población de asnos salvajes se redujo a solo 870 ejemplares después del brote de la enfermedad del caballo sudafricano. Además de las enfermedades, las otras amenazas incluyen la degradación del hábitat debido a las actividades salinas, la invasión del arbusto Prosopis juliflora y a la invasión y el pastoreo por parte de los maldhari. Los esfuerzos de conservación desde 1969 han ayudado a aumentar la población del animal hasta los 4000 ejemplares.